# Vaccinieae
Vaccinieae (чорниці) — триба з понад 1000 видів рослин родини вересових (Ericaceae). Триба складається з морфологічно різноманітних деревних рослин. Види в межах Vaccinieae можна знайти на всіх континентах, крім Австралії та Антарктиди. Генетичний аналіз показує, що Vaccinieae є монофілетичною групою.

## Роди
Agapetes, Anthopteropsis, Anthopterus, Calopteryx, Cavendishia, Ceratostema, Costera, Demosthenesia, Didonica, Dimorphanthera, Diogenesia, Disterigma, Gaylussacia, Gonocalyx, Laterospora, Macleania, Mycerinus, Notopora, Oreanthes, Orthaea, Paphia, Pellegrinia, Periclesia, Plutarchia, Polyclita, Psammisia, Rusbya, Satyria, Semiramisia, Siphonandra, Sphyrospermum, Symphysia, Themistoclesia, Thibaudia, Utleya, Vaccinium
З усіх цих родів в Україні росте тільки чорниця (Vaccinium) з трьома видами: чорниця звичайна (Vaccinium myrtillus), буяхи або лохина (Vaccinium uliginosum), брусниця (Vaccinium vitis-idaea).